# رایگان‌افزار
رایگان‌افزار یا نرم‌افزار رایگان (به انگلیسی: freeware) به نوعی از نرم‌افزار گفته می‌شود که استفاده از آن رایگان است. این مفهوم در مقابل مفهوم نرم‌افزار تجاری تعریف می‌شود که اصولا به کاربر برای سود فروخته می‌شود.
نرم‌افزار رایگان با نرم‌افزار آزاد (به انگلیسی: free software) کاملاً تفاوت دارد و نباید اشتباه شود، زیرا حقوقی مانند حق توزیع مجدد یا دخل و تصرف در کُد در نرم‌افزار رایگان برای مصرف‌کننده وجود ندارد.